# لموناد
لموناد (انگلیسی: Lemonade, Inc.) شرکت بیمه آمریکایی است، که در سال ۲۰۱۵ تأسیس شد.
لیموناد، یک شرکت بیمه آمریکایی است. این شرکت بیمه مستاجران، بیمه خانه، بیمه خودرو، بیمه حیوانات خانگی و بیمه عمر مدت‌دار را در ایالات متحده و همچنین بیمه‌نامه‌های محتوا و مسئولیت را در آلمان و هلند و بیمه مستاجران را در فرانسه ارائه می‌دهد. این شرکت در شهر نیویورک مستقر است و تقریباً ۱٫۹ میلیون مشتری دارد. لیموناد برای پردازش مطالبات مشتریان، کارمند انسانی استخدام نمی‌کند، در عوض از هوش مصنوعی و ربات‌های چت برای پردازش مطالبات استفاده می‌کند.